# الإسلام في سلوفاكيا
الإسلام في سلوفاكيا هو أحد أديان الأقليات في سلوفاكيا، كان هناك ما يقدر بنحو 6000 مسلم في سلوفاكيا يمثلون أقل من 0.1٪ من سكان البلاد في عام 2010. ووفقا للمؤسسة الإسلامية في سلوفاكيا فإن أربعةً من أصل خمسة آلاف شخص من السلوفاكيين في عام 2011 يعتنقون الإسلام. يعيش معظم مسلمي سلوفاكيا في العاصمة براتيسلافا، ويتكون الجزء الأكبر منهم من الألبان والبوسنيين ومن العرب أيضًا. في عام 2013 لا تزال سلوفاكيا هي الدولة الوحيدة في الاتحاد الأوروبي التي لا يوجد على أراضيها أي مسجد، إلّا مسجدًا واحدًا صغيرًا يقع في براتيسلافا، يحضر فيه المسلمين لأداء خطبة الجمعة، وعدد الحضور لا يتجاوز الـ 100 حاضر، منهم النساء والأطفال والرجال. في 30 نوفمبر 2016، أقرت سلوفاكيا تشريعًا يمنع الإسلام فعليًا من اكتساب وضع رسمي دينًا في البلاد.

## معرض صور

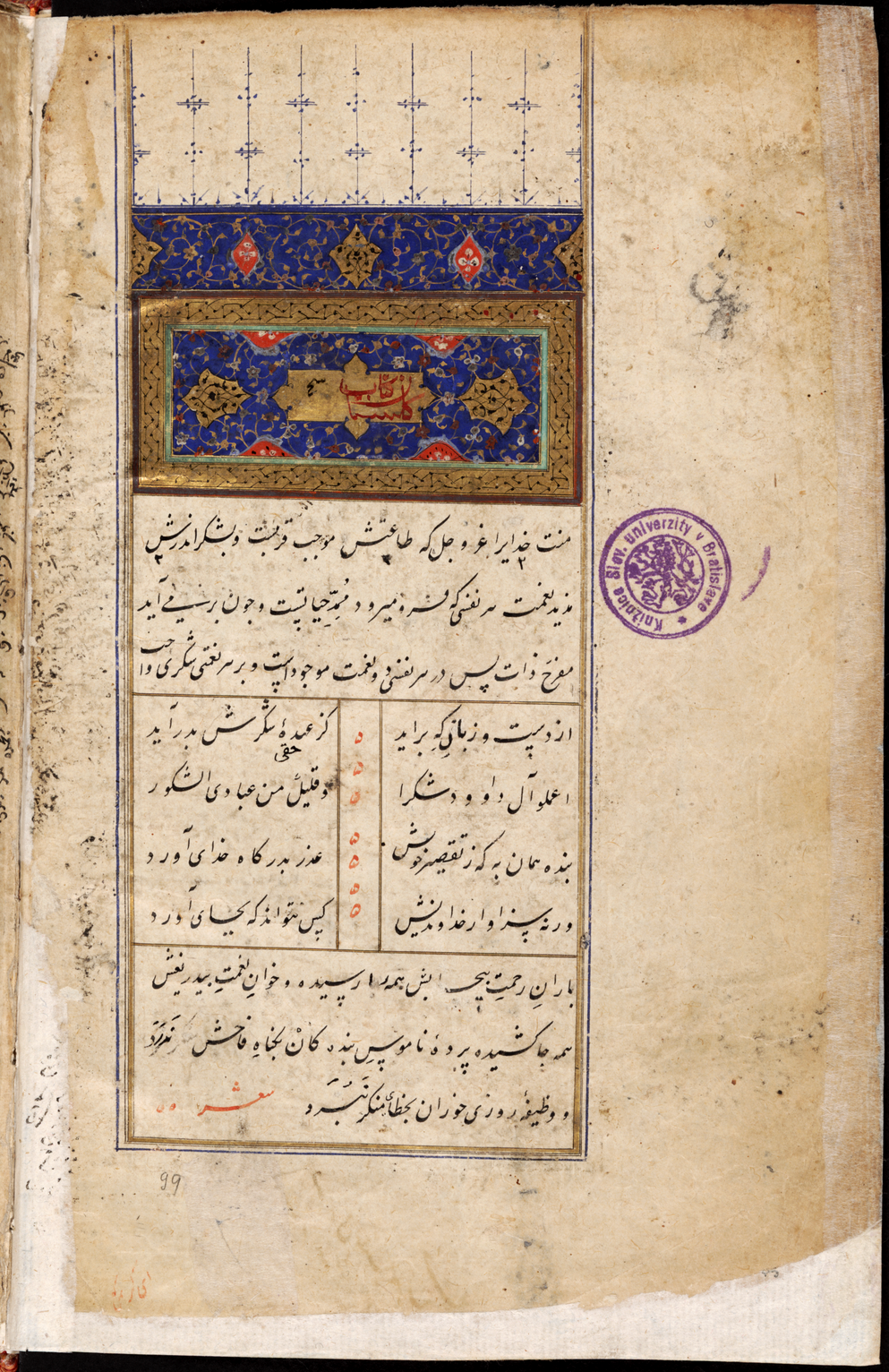
نسخة من مؤلفات سعدي شيرازي (مجموعة المخطوطات الإسلامية في مكتبة جامعة براتيسلافا).
- رسالة في علم الفلك والمسح والرياضيات لبدر الدين المريديني (توفي عام 1506) ؛ (مجموعة المخطوطات الإسلامية في مكتبة جامعة براتيسلافا).
- "مقال عن البيانات في المنطق" بقلم ساففيت باي باشاجيتش (مجموعة المخطوطات الإسلامية في مكتبة جامعة براتيسلافا).
- إبراهيم الحلبي (ت 1776) حول الجيب والرباعي والدوائر المتوازية. (مجموعة المخطوطات الإسلامية في مكتبة جامعة براتيسلافا).